# Alkalmi bélyeg
Az alkalmi bélyeg olyan postabélyeg, amit a posták kifejezetten a bélyeggyűjtők számára adnak ki - ellentétben az ún. forgalmi bélyegekkel, amik azzal a céllal kerülnek kibocsátásra, hogy postai küldeményekre ragasztva bérmentesítésre használják őket.

## Története
A bélyegkibocsátás kezdetén minden postabélyeg forgalmi bélyeg volt, hiszen bélyeggyűjtők még nem léteztek, a bélyeg ténylegesen csak bérmentesítésre szolgált. A bélyeggyűjtés beindulásával azonban változott a helyzet, és megjelentek a viszonylag kis példányszámú, a bélyeggyűjtők igényeit kielégítő, bélyegképeiken akár különböző motívumokat megjelenítő - így a gyűjtés tárgyát képező - alkalmi bélyegek. Természetesen az alkalmi bélyegek is bélyegek, azaz a posta névértéken árulja őket, és bérmentesítésre is fölhasználhatóak. Magyarországon az első nem kizárólag forgalmi célokat szolgáló bélyegek az első világháború előtt és alatt jelentek meg az árvízkárosultak illetve a hadiözvegyek és árvák megsegítésére. Innentől kezdve gyorsan beindult az alkalmi bélyegek megjelenése is, az első teljes mértékben alkalminak tekinthető bélyegeket IV. Károly koronázásának tiszteletére adták ki 1916-ban mindössze egymillió példányban. Az alkalmi bélyegek esetében rendkívül fontos, hogy mit ábrázolnak, hiszen a tematikus gyűjtők ez alapján rendezik őket a gyűjteményeikbe. Ma leginkább az különbözteti meg az alkalmi bélyegeket a forgalmi bélyegektől, hogy általában szebb az ábrájuk, viszonylag kis példányszámban készülnek, csak egyszer nyomják őket, és ezért hamar kifogynak a postákon, ha egyáltalán odakerülnek.